# بسوة
بسوة هي قرية في مقاطعة بيرانشهر، إيران. عدد سكان هذه القرية هو 2,977 في سنة 2006.